# سير مزامنة

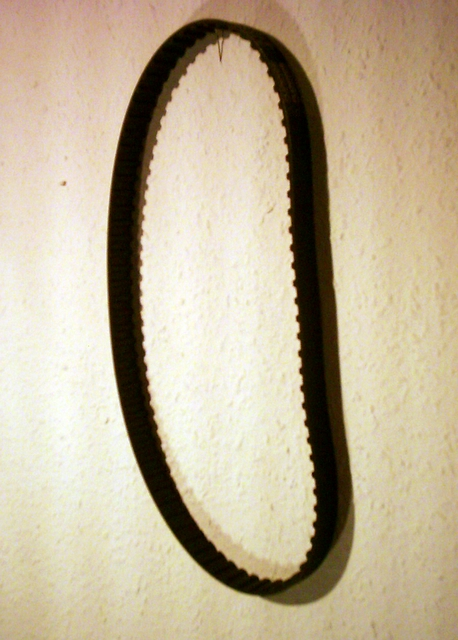

سير المزامنة، أو سلسلة المزامنة، أو حزام المزامنة، أو سير الكامات، أو سير الحدبات جزء من محرك الاحتراق الداخلي يزامن دوران عمود المرفق (الكرنك) مع عمود الحدبات (الكامات) بحيث تفتح صمامات المحرك وتغلق بالأوقات المناسبة خلال شوطي السحب والعادم. سير المزامنة عنصر مفصلي في المحرك التداخلي أيضًا لمنع المكبس من ضرب الصمامات. يكون سير المزامنة عادةً سيرًا مسننًا: أي سير قيادة بأسنان على سطحه الداخلي. سلسلة المزامنة سلسلة دحروجية.
تستخدم العديد من محركات السيارات الحديثة المنتجة سير مزامنة لمزامنة دوران العمود المرفقي مع عمود الحدبات؛ تستخدم بعض المحركات -وبالتحديد التصاميم التي تكون فيها الحدبات أو الكامات في جسم المحرك- التروس لقيادة عمود الحدبات، ولكن هذا الأمر كان نادرًا في تصاميم عمود الحدبات الرأسي. يسمح استخدام سير أو سلسلة مزامنة بدلًا من علبة المسننات لمصممي المحرك بأن يضعوا عمود (أو أعمدة) الحدبات أبعد عن عمود المرفق، وفي المحركات التي تمتلك أكثر من عمود حدبات واحد يمكن لسير المزامنة أيضًا أن يسمح لأعمدة الحدبات أن تكون أبعد عن بعضها البعض. كانت سلاسل المزامنة شائعة في إنتاج السيارات في سبعينيات وثمانينيات القرن العشرين، عندما أصبحت سيور المزامنة متعارفًا عليها، ولكن سلاسل المزامنة عادت للظهور من جديد في السنوات الأخيرة. تكون سلاسل المزامنة عادةً أطول عمرًا من سيور المزامنة -مع أن كليهما أقل عمرًا من علبة التروس- ولكن سيور المزامنة أخف، وأقل كلفة، وتعمل بصمت أكبر.

## تطبيقات المحركات
في محرك احتراق داخلي، يربط تطبيق سير المزامنة أو سلسلة المزامنة العمود المرفقي بعمود أو أعمدة الحدبات، التي تتحكم بدورها في فتح وإغلاق صمامات المحرك. يتطلب المحرك رباعي الأشواط أن تفتح الصمامات وتغلق مرةً كل دورتين للعمود المرفقي. يقوم سير المزامنة بهذا؛ فهو يمتلك أسنانًا لإدارة عمود أو أعمدة الحدبات المتزامنة مع العمود المرفقي، وهو مصمم خصيصًا لمحرك محدد. في بعض تصاميم المحركات قد يستخدم سير المزامنة أيضًا لقيادة مكونات أخرى في المحرك كمضخة الماء ومضخة الزيت.

## أنواعه
تستخدم أنظمة التروس أو السلاسل أيضًا لربط العمود المرفقي بعمود الحدبات بالتوقيت الصحيح. ولكن التروس والأعمدة (أو المحاور) تحد الموضع النسبي لعمود المرفق وأعمدة الحدبات. حتى عندما يكون عمود المرفق وعمود (أو أعمدة) الحدبات متقاربين جدًّا، كما في محركات قضيب الدفع، فإن معظم مصممي المحركات يفضلون استخدام سلسلة قصيرة على استخدام علبة مسننات (تروس) مباشرة؛ وذلك لأن التروس تخضع لانعكاسات كثيرة للعزوم عندما تؤدي سطوح الحدبات رد فعل على نظام التروس من المرفق، ما يؤدي لضجيج مرتفع واهتراء كبير. تستخدم التروس المغلفة بالألياف أو النايلون، ذات المقاومة الأكبر، غالبًا بدل استخدام التروس الفولاذية عند استخدام علبة التروس المباشرة. تستخدم المحركات التجارية ومحركات الطائرات التروس الفولاذية فقط، لأن التروس المغلفة بالألياف أو النايلون يمكن أن تنهار (تفشل ميكانيكيًّا) بشكل مفاجئ ودون إنذار.
يسمح السير أو السلسلة بمرونة أكبر بكثير في المواضع النسبية لعمود المرفق وأعمدة الحدبات.
رغم أن السلاسل والتروس قد تكون أطول عمرًا، فإن السيور المكونة من المواد المطاطية المركبة أهدأ في عملها (في معظم المحركات الحديثة فرق الضجيج يمكن إهماله)، وهي أقل كلفةً وأكبر فعالية؛ بفضل كونها أخف، وذلك بالمقارنة مع أنظمة التروس أو السلاسل. كذلك فإن سيور المزامنة لا تتطلب تزليقًا (أي تشحيمًا)، وهو أمر أساسي في سلسلة أو تروس المزامنة. سير المزامنة تطبيق محدد للسير التزامني يستخدم في نقل الاستطاعة (القدرة) الدورانية بشكل تزامني.
تغطى سيور المزامنة عادةً بأغلفة معدنية أو مبلمرة خاصة بسيور المزامنة تتطلب إزالتها عند الفحص أو الاستبدال. توصي الشركات الصانعة للمحركات باستبدال السيور عند فترات زمنية محددة. قد توصي بعض الشركات الصانعة أيضًا باستبدال قطع أخرى، كمضخة الماء، عند استبدال سيور المزامنة لأن الكلفة الإضافية لاستبدال مضخة الماء مهملة بالمقارنة مع كلفة الوصول إلى سير المزامنة. في المحركات التداخلية، أو المحركات التي تمتد الصمامات فيها إلى مسار المكبس، فإن فشل سير المزامنة (أو سلسلة المزامنة) يؤدي بالتأكيد إلى ضرر مكلف، وأحيانًا غير قابل للإصلاح، على المحرك، إذ تفتح بعض الصمامات عندما يجب أن تكون مغلقة ما يؤدي إلى اصطدامها بالمكابس.
من المؤشرات على احتمالية وجوب تبديل سلسلة المزامنة صدور صوت قعقعة من مقدمة المحرك.